# Argyresthia semitestacella
Argyresthia semitestacella là một loài bướm đêm thuộc họ Yponomeutidae. Nó được tìm thấy ở châu Âu.

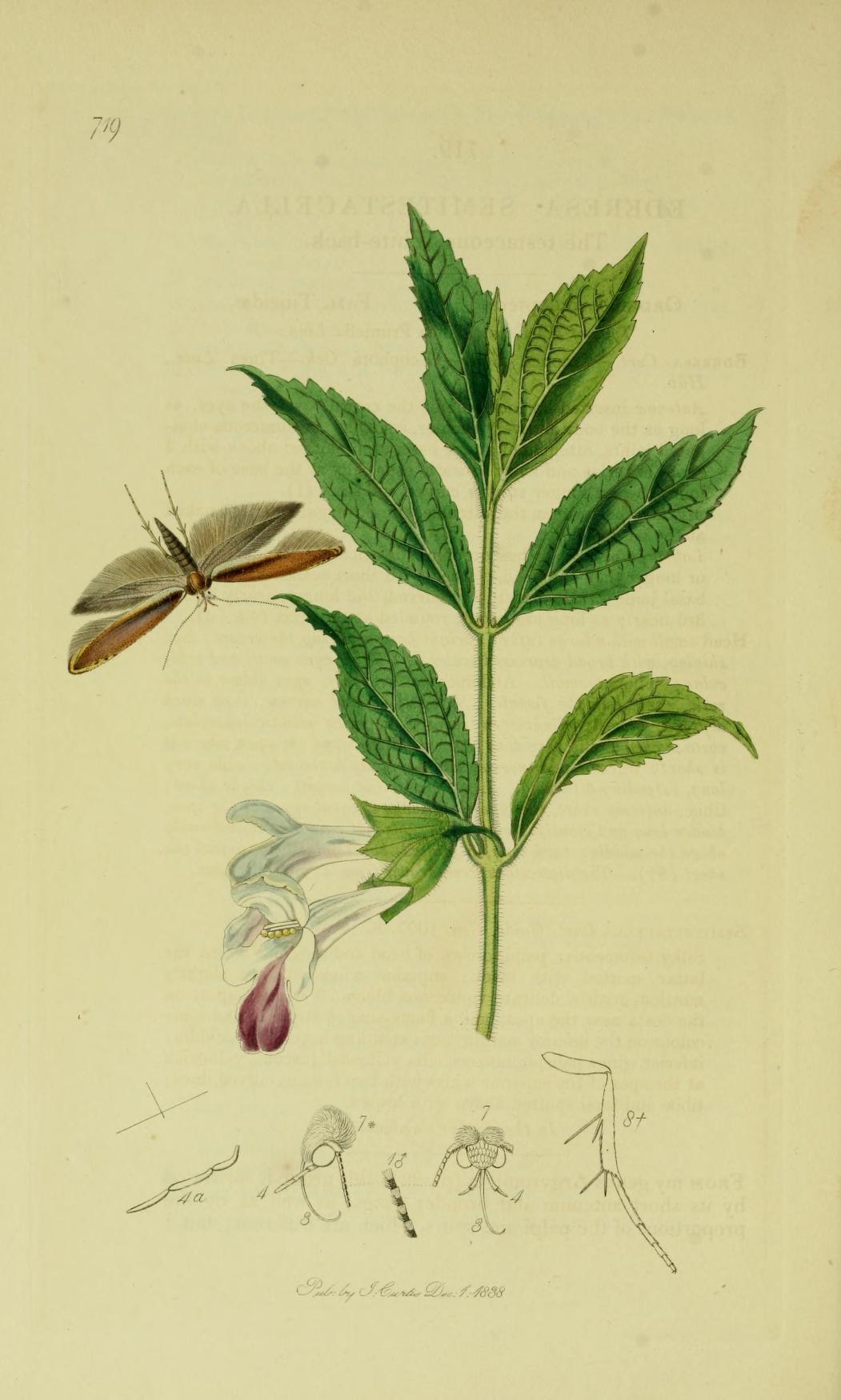
Hình minh họa của John Curtis's British Entomology Volume 6

Sải cánh dài 11–14 mm. Con trưởng thành bay từ tháng 7 đến tháng 10. .
Ấu trùng ăn dẻ gai.